# Каювава
Каювава (каюбаба, Kayuvava, Cayuvava, Cayuwaba, Cayubaba) — генетически изолированный язык боливийской Амазонии. В настоящее время, скорее всего, является вымершим.

## Прежнее распространение
Индейцы-каювава проживают в девяти поселениях, расположенных на территории провинции Якума департамента Бени: к западу от реки Маморе, к северу от её притока реки Якума, а также в районе озера Рогагуадо. Этническая общность насчитывает 794 человека (данные В. Аделяра, 2000). Уже на 1976 год насчитывалось только 25 носителей языка каювава (Ethnologue 1988); в настоящее время он, скорее всего, является вымершим.